# Gigablast
Gigablast é um pequeno e independente motor de busca localizado em Novo México, Estados Unidos. Foi fundado em 2000 por Matt Wells, funcionário da Infoseek. Seu código-fonte foi lançado sobre licença Apache em 2013. Foi comprado pela empresa Yippy Inc. no mesmo ano.
Gigablast fornece resultados de pesquisa para outras empresas como Ixquick, Clusty, Zuula, Snap e Blingo.
Em julho de 2013, o código-fonte do motor de busca em C/C++ foi lançado como open source sobre a versão 2.0 da licença Apache.